# 伴侶犬

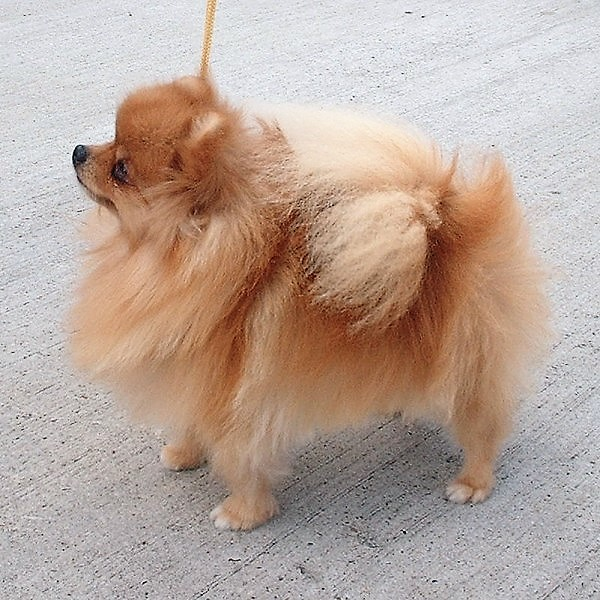
博美犬起初有兩種類型，一種是大型雪橇犬，另一種是玩具型梅莉塔犬。雪橇犬被降級並與較小的犬種雜交，最終成為今天的小型伴侶犬。

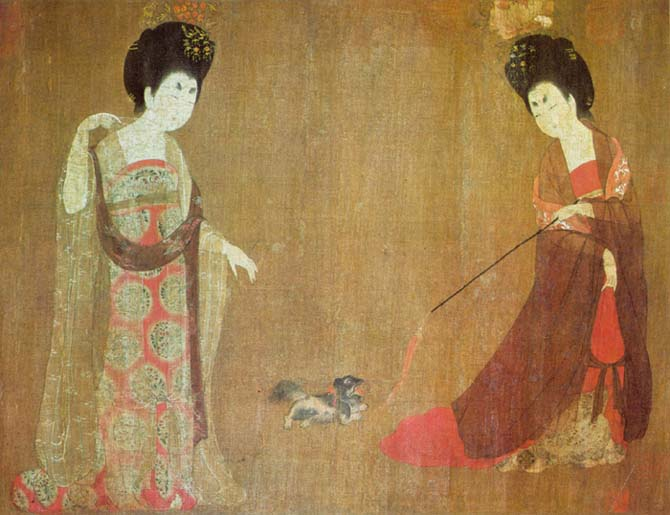
宮廷女士與小狗玩耍，唐朝畫家周昉的《簪花仕女圖》

伴侶犬或者寵物犬是一種主要作為寵物而非工作犬的犬隻。伴侶犬的主要功能不是執行有用的工作，而是為人類提供陪伴。伴侶犬也可以被稱為情感支持動物，用於幫助有心理健康障礙的人應對症狀。大多數狗都可以成為伴侶犬，包括許多工作犬品種如尋回犬，這些狗主要因其友好的性格而受到喜愛。大多數玩具犬品種僅用於享受其陪伴的樂趣，而非工作用途。美國犬舍俱樂部還為參加狗隻服從比賽的犬隻提供「伴侶犬」頭銜。